# Еджуотър
Еджуотър (на английски: Edgewater) е град в окръг Джеферсън, щата Колорадо, САЩ. Еджуотър е с население от 5159 жители (2006) и обща площ от 1,8 km². Намира се на 1640 m надморска височина. ЗИП кодът му е 80214, а телефонният му код е 303, 720.